# Râul Timișel
Râul Timișel este un afluent al râului Bega. 

## Hărți
- Harta județului Timiș